# Philip Glass
Pour les articles homonymes, voir Glass.
Œuvres principales
- Music in Twelve Parts (1971-1974)
- Einstein on the Beach (1976)
- North Star (1977)
- Satyagraha (1979)
- Glassworks (1981)
- Akhnaten (1983)
- Concerto pour violon et orchestre (1987)
- The Canyon (1988)

Philip Glass, né le 31 janvier 1937 à Baltimore dans le Maryland, est un musicien et compositeur de musique contemporaine américain. Il est considéré comme l'un des compositeurs les plus influents de la fin du XXe siècle,,,,. Il est, avec ses contemporains, La Monte Young, Terry Riley et Steve Reich, l'un des pionniers et l'un des représentants les plus éminents de la musique minimaliste, notamment de l'école répétitive, et de la musique classique des États-Unis.
Si ses premières œuvres (jusqu'en 1974) sont typiquement répétitives et minimalistes, elles montreront, par la suite, une évolution stylistique,. Il préfèrera utiliser, pour les œuvres suivantes, l'expression « musique avec structures répétitives », indiquant que l'aspect répétitif n'est plus prépondérant. Ses dernières œuvres sont très éloignées du courant minimaliste et, actuellement, il se décrit lui-même comme un compositeur classique, rompu à l'harmonie et au contrepoint, ayant étudié Jean-Sébastien Bach, Ludwig van Beethoven et Franz Schubert.
Il a composé des œuvres pour ensemble, des opéras, des symphonies, des concertos, des musiques de film et des œuvres pour soliste.
Philip Glass compte de nombreux amis parmi les artistes, écrivains, musiciens et chefs d'orchestre, dont Richard Serra, Chuck Close, Jean Dupuy, Doris Lessing, Allen Ginsberg, Errol Morris, Bob Wilson, JoAnne Akalaitis, Moondog, John Moran, les acteurs Bill Treacher et Peter Dean, Godfrey Reggio, Ravi Shankar, Linda Ronstadt, Paul Simon, David Bowie, Patti Smith, le chef d'orchestre Dennis Russell Davies, et le musicien Aphex Twin, qui ont tous collaboré avec lui.
Il est le compositeur vivant dont les opéras sont les plus joués au monde.

## Biographie

### Famille et formation
Philip Glass est le fils d’Ida (née Gouline) et de Benjamin Charles Glass, petit-fils d'une famille d'immigrants Juifs ashkénazes de Lettonie. Son père possédait un magasin de disques, et très tôt dans sa jeunesse, Philip Glass accumulait dans sa propre collection une grande partie des invendus incluant des compositeurs modernes tels Hindemith, Bartók, Schönberg ou encore Chostakovitch et des compositions classiques d'Europe comme les Quatuors pour cordes de Ludwig van Beethoven et le Trio pour piano et cordes no 1 de Schubert, qu'il cite comme l'ayant grandement influencé. Il étudie ensuite la flûte en tant qu'élève du conservatoire de musique de Peabody et entra, à l'âge de quinze ans, dans une formation à l'université de Chicago, où il étudia les mathématiques et la philosophie. À Chicago, il découvrit le sérialisme de Webern et composa un trio pour cordes dans un style dodécaphonique.
Il entre ensuite à la Juilliard School de New York où le piano devient son instrument de prédilection. Ses professeurs en composition sont, entre autres, Vincent Persichetti et William Bergsma. Pendant cette période, en 1959, il gagne le concours de la BMI Foundation, le BMI Student Composer Awards, l'un des prix internationaux les plus prestigieux pour les jeunes compositeurs. Pendant l'été 1960, il étudie avec Darius Milhaud et compose un Concerto pour violon pour une jeune étudiante, Dorothy Pixley-Rothschild.
Il part étudier à Paris, de l'automne 1964 à l'été 1966, avec Nadia Boulanger qui lui enseigne au conservatoire américain de Fontainebleau l'analyse des compositions de Jean-Sébastian Bach (Le Clavier bien tempéré), Mozart (les Concertos pour pianos), et Beethoven. Ces années passées à Paris auront une influence considérable sur ses œuvres, comme il le dira en 1979 : « Les compositeurs que j'ai étudiés avec Boulanger sont ceux dont je pense le plus grand bien - Bach et Mozart. »
Glass découvre également de nouvelles musiques dans les concerts donnés au domaine musical de Pierre Boulez, mais il affirmera plus tard, dans son autobiographie, qu'elles ne lui donnaient « aucune excitation », (à l'exception de celles de John Cage et Morton Feldman). En revanche, il sera profondément impressionné par la découverte du théâtre de Jean-Louis Barrault à l'Odéon et de la Nouvelle Vague française au cinéma avec les films de Jean-Luc Godard et François Truffaut, qui étaient en rupture totale avec la génération précédente.
C'est à cette époque qu'il entre en contact avec une troupe de théâtre expérimental composée d'acteurs et directeurs comme JoAnne Akalaitis, Ruth Maleczech, David Warrilow, et Lee Breuer. Ce groupe se fera connaître plus tard sous le nom de Mabou Mines. Cette rencontre importante conduira à une collaboration avec Breuer qui monte la Comédie de Samuel Beckett, Glass compose Play (1963), pour deux saxophones sopranos, première pièce répétitive d'une série de quatre. La dernière œuvre concluant cette époque est un quatuor pour cordes (No.1, 1966).
Toujours à la même époque, il travaille comme directeur musical et compositeur de la musique du film Chappaqua avec la collaboration de Ravi Shankar. Ce dernier aura une très grande influence sur la pensée musicale de Glass, dont le style particulier sera définitivement marqué par les processus graduels et répétitifs typiques de la musique indienne.
De retour à New York, il renonce à toutes les œuvres qu'il avait composées jusque-là, dans un style proche de ceux de Darius Milhaud, Aaron Copland et Samuel Barber. Il commence l'écriture de pièces construites sur des structures répétitives inspirées de la musique indienne et un sens du temps influencé par les expérimentations théâtrales de Samuel Beckett.

### Minimalisme: deStrung OutàMusic in Twelve Parts
Ayant peu d'affinité avec les orchestres traditionnels, Philip Glass fonde un ensemble à New York, à la fin des années 1960, avec ses anciens camarades (dont Steve Reich et Jon Gibson), qui leur permettra de se produire dans les galeries d'art et les musées de la ville.
Le premier concert de la nouvelle musique de Philip Glass est donné en 1968 à la cinémathèque de Jonas Mekas. Ce concert comprend les œuvres Music in the Shape of a Square pour deux flûtes (un hommage à Erik Satie qui est interprété par Glass et Gibson) et Strung Out pour violon solo amplifié (interprété par le violoniste Pixley-Rothschild). Les partitions sont accrochées au mur et les exécutants, tout en jouant, doivent se déplacer pour les lire. Les nouvelles œuvres de Glass, par leur forme minimaliste, sont accueillies avec enthousiasme par l'auditoire composé principalement d'artistes. Il participe également aux créations d'œuvres de Steve Reich comme Four Log Drums au Whitney Museum en 1969 et Four Organs au musée Guggenheim en 1970. Il fonde la maison de disques Chatham Square Productions en 1971.
Parallèlement à sa carrière musicale, il travaille comme chauffeur de taxi ou assistant du sculpteur Richard Serra. Pendant ce temps, il se lie d'amitié avec des artistes new-yorkais comme Sol LeWitt, Nancy Graves, Laurie Anderson et Chuck Close. Ce dernier réalise un portrait, désormais célèbre, de Glass. Philip Glass en retour composera en 2005 A Musical Portrait of Chuck Close pour piano, dédicacé à l'artiste.
Ses compositions sont toujours minimalistes, diatoniques et d'une structure répétitive, comme 1+1, Two Pages, Music in Contrary Motion ou Music in Fifths (« un hommage provocateur » à Nadia Boulanger qui enseignait de ne jamais utiliser des mouvements parallèles de quintes). La musique de Philip Glass devient de moins en moins austère, incluant plus de complexité et de tension dramatique, comme dans les œuvres Music in Similar Motion (1969), Music with Changing Parts (1970).
Des différences de point de vue l'éloignent de Steve Reich, l'amenant à former le Philip Glass Ensemble (tandis que Steve Reich formait le Steve Reich and Musicians), un ensemble composé d'instruments amplifiés incluant claviers, instruments à vent (saxophones, flûtes) et sopranos.
Cette période atteint son apothéose avec Music in Twelve Parts (1971–1974), une œuvre, d'une durée de quatre heures et composée de douze parties, qui reflète l'ensemble de ses travaux minimalistes depuis 1967, et même au-delà avec le dernier thème dodécaphonique chanté par un soprano.
Si Philip Glass trouve inadéquat de qualifier ses derniers travaux de minimalistes, par contre, il accepte ce qualificatif pour toutes les œuvres précédant (et y compris) Music in Twelve Parts.

### Musique lyrique: la trilogie des portraits et autres œuvres
Philip Glass poursuit la composition avec deux séries d'œuvres instrumentales : d'une part, il compose Another Look at Harmony (1975) et Fourth Series (1978–79) ; d'autre part il compose des œuvres qui trouvent leur origine dans la musique de film : North Star (1977) et Dance (une collaboration avec la chorégraphe Lucinda Childs et l'artiste Sol LeWitt, 1979).
Parallèlement, ses compositions de musique lyrique vont le rendre célèbre. La première fut une collaboration avec Bob Wilson, une pièce de théâtre musical qu'il qualifiera plus tard de premier opéra de sa trilogie des portraits : Einstein on the Beach (composée en 1975, la première aura lieu en 1976), jouée par son ensemble, un violon solo, un chœur et des acteurs. Cette œuvre fut louée par le Washington Post comme « une des œuvres les plus fructueuses du siècle »[réf. nécessaire].
Son deuxième opéra, Satyagraha (1980), est tiré de la vie du Mahatma Gandhi et ses expériences en Afrique du Sud. Cette œuvre est un tournant dans la production de Glass, car elle est la première écrite pour orchestre symphonique, même si les passages les plus importants sont composés pour le chant (voix solo et chœur).
Pendant qu'il étudiait la troisième partie de sa "trilogie", il compose quelques œuvres plus simples comme le Madrigal Opera pour six voix, violon et violoncelle (1980), et The Photographer, une étude biographique du photographe Eadweard Muybridge (1982). Il compose également la musique du film Koyaanisqatsi de Godfrey Reggio (1981-1982).
La trilogie fut complétée par l'opéra Akhnaten (1983–1984), puissante composition orchestrale et vocale chantée en akkadien, hébreu biblique et égyptien ancien. En complément, un acteur récite des textes d'égyptien ancien dans la langue des auditeurs. Akhnaten fut commissionné par l'Opéra de Stuttgart et produit par Achim Freyer. Une autre première eut lieu simultanément à l'Opéra de Houston, produite par Peter Sellars. À l'époque de la commission, l'Opéra de Stuttgart était en rénovation, nécessitant d'utiliser une autre salle voisine qui possédait une fosse d'orchestre plus petite. Apprenant cela, Philip Glass et le chef d'orchestre Dennis Russell Davies visitèrent la salle et évaluèrent combien de musiciens pourraient tenir dans la fosse. Ils estimèrent qu'un orchestre au complet ne pouvait y prendre place. Philip Glass décida d'éliminer les violons, ce qui eut pour effet de donner une couleur grave et sombre au son de l'orchestre, ce qui convenait très bien au sujet de la pièce et donne à cette œuvre une couleur très particulière.
La même année, Philip Glass a de nouveau collaboré avec Bob Wilson en composant l'opéra The CIVIL warS, qui représente la partie « The Rome section » dans l'œuvre homonyme de Bob Wilson, conçue à l'origine pour un festival international d'art qui devait accompagner les Jeux olympiques de Los Angeles. La première de la fresque de Wilson prévue à Los Angeles n'eut jamais lieu mais l'œuvre de Glass fut jouée à l'Opéra de Rome. Elle incluait des textes de Sénèque et des allusions à la musique de Giuseppe Verdi et à des musiques datant de la Guerre de Sécession (et comprenait les personnages de Giuseppe Garibaldi et Robert Lee).
Par la suite, Glass continua sa série d'opéras avec des adaptations de textes littéraires comme The Fall of the House of Usher (1987) d'après la nouvelle homonyme d'Edgar Allan Poe, et travailla avec la romancière Doris Lessing sur l'opéra The Making of the Representative for Planet 8 (1985-86) qui fut joué au Houston Grand Opera et à l'English National Opera en 1988.
Durant cette période, il composera également — outre les travaux qu'il a créés pour le Philip Glass Ensemble — de nombreuses œuvres pour le groupe Mabou Mines, qu'il co-fonda en 1970. Elles sont écrites (dans la lignée du révolutionnaire Play) pour accompagner des pièces ou des adaptations de la prose de Samuel Beckett, comme The Lost Ones (1975), Cascando (1975), Mercier and Camier (1979), Endgame (1984), et Company (1984). Beckett appréciera The Lost Ones produit par les Mabou Mines, mais désapprouvera violemment Endgame lors de sa représentation au American Repertory Theater (Cambridge, Massachusetts), sous la direction de JoAnne Akalaitis, ainsi que le Prelude pour timbales et contrebasse. Toutefois, il finira par accepter, de la musique composée pour Company, quatre courtes et intimes pièces pour quatuor à cordes qui étaient jouées entre les phases dramatiques. Cette dernière composition était originellement vue par Philip Glass comme une musique de fond. Par la suite, Company fut publié en tant que Quatuor à cordes no 2 et sa version pour section de cordes d'orchestre sera jouée par de nombreux ensembles dont des groupes renommés comme le Kronos Quartet et le Kremerata Baltica.
Trois autres œuvres sont composées durant cette époque : Mishima, musique du film de Paul Schrader en 1985, In the Upper Room, une musique de ballet de Twyla Tharp en 1986, et Songs from Liquid Days en 1986 sur des textes de Paul Simon, Suzanne Vega, David Byrne et Laurie Anderson.

### Post-minimalisme: du concerto pour violon et orchestre à la symphonieno3

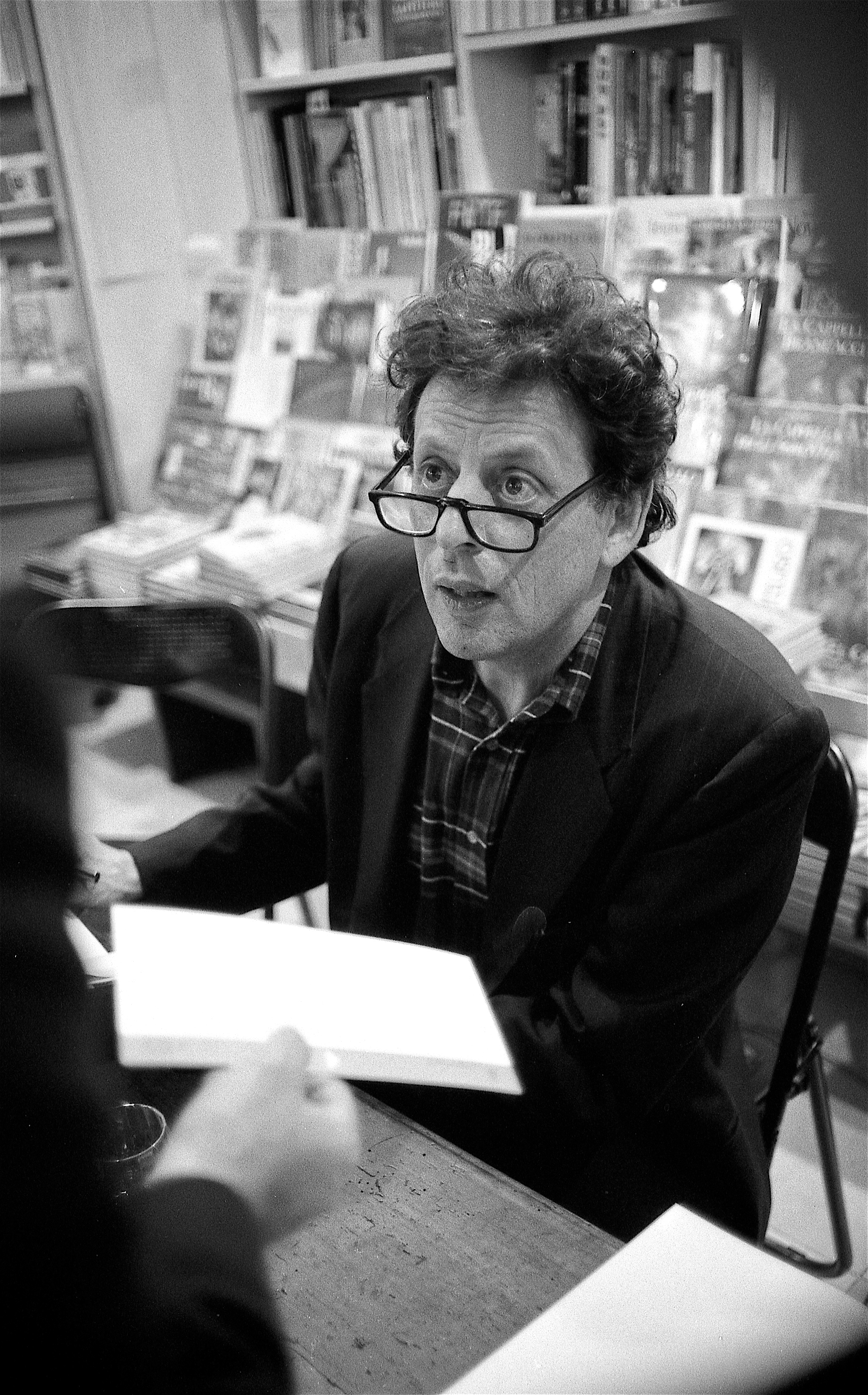
Philip Glass en 1993.

Des compositions comme Company et le Quatuor pour cordes No 3 (provenant de Mishima) ouvrirent la voie à une série de travaux, comme les concertos, quatuors et symphonies. Sa musique de chambre et ses œuvres orchestrales évoluent vers un style de plus en plus traditionnel et plus lyrique. Glass emploiera occasionnellement des formes musicales anciennes comme la Chaconne — comme dans Satyagraha (1980), le Concerto pour violon et orchestre (1987), la Symphonie no 3 (1995) et de plus récents travaux comme la Symphonie no 8 (2005) et Songs and Poems for Solo Cello (2006). Ses œuvres se réfèrent souvent à des styles historiques (baroque, musique classique, musique romantique et musique moderne) mais restent essentiellement marquées par son style incomparable et ne tombent jamais dans le pastiche.
Cette série d'œuvres orchestrales commence avec le presque baroque Concerto pour violon et orchestre (1987). Celui-ci fut écrit en mémoire de son père : « Ses œuvres favorites étaient des concertos pour violon et j'ai grandi en écoutant les concertos pour Violon de Mendelssohn, de Paganini, de Brahms. (...) Ainsi, quand j'ai décidé d'écrire un concerto, j'ai voulu en faire un que mon père aurait aimé. » Parmi de nombreux enregistrements, le concerto fut joué et enregistré par Gidon Kremer et l'orchestre philharmonique de Vienne en 1992.
La série continue avec une trilogie symphonique (The Light, The Canyon, Itaipu, 1987–1989), deux opéras (White Raven [1991] et The Voyage [1992], commandé par le Metropolitan Opera) et deux symphonies en trois mouvements (Low [1992], inspirée par l'album Low de David Bowie et Brian Eno), et la Symphonie no 2 [1994]). Glass décrit sa deuxième symphonie comme une étude de polytonalité et se réfère à la musique de Honegger, Milhaud et de Villa-Lobos bien que l'ambiance sombre et les dissonances semblent plutôt évoquer les symphonies de Chostakovitch.
Parmi les œuvres majeures de sa musique de chambre, se trouvent les deux derniers des cinq premiers quatuors (le sixième a été composé en 2013) ayant été écrits pour le Kronos Quartet (1989 et 1991) et des œuvres qui étaient à l'origine prévues pour des pièces de théâtre : Music from The Screens (1989) et In the Summer House (1993). Ces deux derniers travaux sont le fruit d'échanges avec JoAnne Akalaitis, qui à l'origine avait demandé à Foday Musa Suso « de faire la musique [pour The Screens] en collaboration avec un compositeur occidental », qui sera Philip Glass. L'œuvre fut jouée en tournée par Glass et Suso. En dehors des contributions et influences de Suso dans The Screens, la texture musicale de ces pièces évoque les musiques de chambre de Bach, de Claude Debussy et Maurice Ravel. Une autre collaboration notable est l'album Passages en 1990 avec Ravi Shankar, organisée par Peter Baumann, un ancien membre du groupe Tangerine Dream et cofondateur de la compagnie de disques Private Music, sur proposition de Ron Goldstein.
Avec le Concerto Grosso (1992), la Symphonie no 3 (1995) et le Concerto pour quatuor de saxophones et orchestre (1995) (tous commandés par le Stuttgart Chamber Orchestra et son chef d'orchestre Dennis Russell Davies), apparaît un style de musique de chambre plus transparent, plus raffiné et plus intime contrastant avec ses compositions précédentes qui exploitaient plus largement la palette symphonique. Dans les quatre mouvements de sa troisième symphonie, Glass utilise un orchestre composé de 19 instruments à cordes et le traite comme un orchestre de chambre élargi. La symphonie semble évoquer les premières œuvres de la période classique aussi bien que les œuvres d’Igor Stravinsky et Béla Bartók. Le style du second mouvement est d'une grande liberté, jamais rencontrée à ce point dans ses œuvres, alors que dans le troisième mouvement, Glass réutilise une chaconne plus formelle, créant, avec les instruments à cordes, une ambiance fantomatique.
De la fin des années 1970 jusqu'à nos jours, Glass a écrit de nombreuses œuvres pour piano seul. Quelques-unes sont liées à ses amis, comme Mad Rush (1979/1981, dédicacé au dalaï-lama), Wichita Vortex Sutra (1988, écrit pour le poète Allen Ginsberg). Ces pièces sont suivies de deux cycles pour piano : Metamorphosis (cinq pièces composées pour une adaptation théâtrale de La Métamorphose de Franz Kafka [1988]) et son premier volume d'Études pour piano (1994-1995). Les six premières études ont été commandées par le chef d'orchestre et pianiste Dennis Russell Davies mais la série complète est souvent jouée par Glass. Le critique John Rockwell n'aimait pas Metamorphosis (comme tous les autres travaux de Glass depuis Akhnaten) qu'il trouvait trop simple, mais encensa les études qu'il qualifia de puissantes et comparables à celles de Bartók. La plupart des études ont été composées dans un style post-minimaliste, qui est plus expressif.

### Un second triptyque d'opéras:Orphée,La Belle et la BêteetLes Enfants terribles

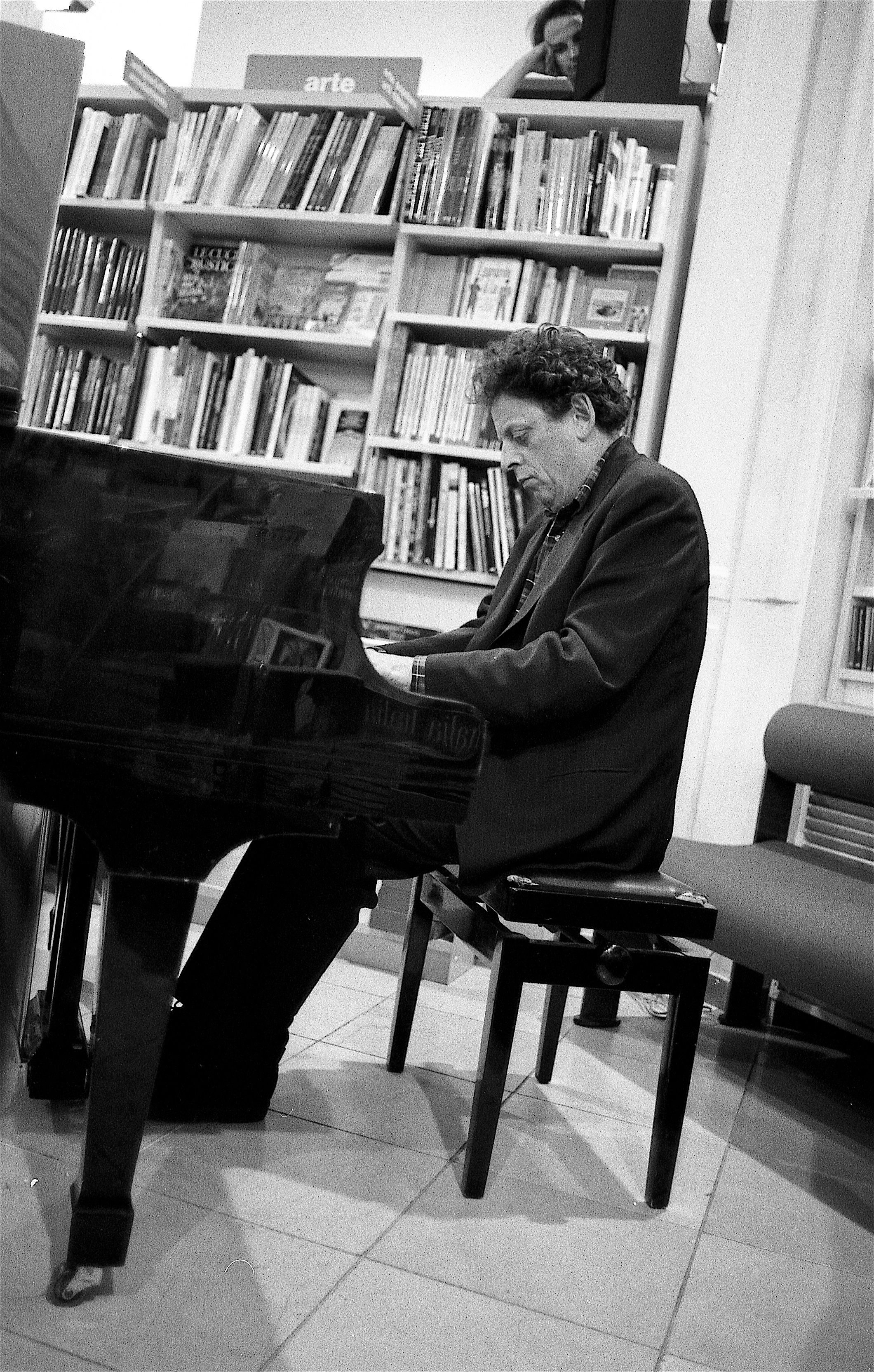
Philip Glass en 1993.

La production prolifique de Glass continue avec un second triptyque d'opéras (1993–1996) inspiré des œuvres de Jean Cocteau, ses écrits et ses films (Orphée (1950), La Belle et la Bête (1946), et le roman Les Enfants terribles (1929), dont Cocteau et Jean-Pierre Melville tireront un film en 1950). C'est également un hommage à un groupe de compositeurs français associés à Cocteau, le groupe des Six. Indépendamment de cette influence, Les Enfants terribles (1996, écrit pour voix et trois pianos) est redevable dans son écriture pour les pianos à une œuvre pour claviers datant du XVIIIe siècle : le concerto pour quatre clavecins (ou quatre pianos) en La mineur de Bach, BWV1065 (basé sur un concerto de Vivaldi). Sans qu'il y ait coïncidence, le concerto de Bach fait partie des musiques utilisées dans le film de Melville.
En outre, dans la première partie de la trilogie, Orphée (1993), l'inspiration peut être (conceptuellement et musicalement) reliée à l'opéra de Gluck Orfeo ed Euridice (Orphée et Eurydice, 1762/1774) qui a une part prééminente dans le film de Cocteau. Un thème de l'opéra, la mort d'Eurydice a quelque similarité avec la vie privée du compositeur : l'opéra fut composé un an après le décès de son épouse en 1991, l'artiste Candy Jernigan (en). La « texture transparente, une subtile couleur instrumentale » de l'opéra fut acclamée et le critique du Guardian remarqua que « Glass a une réelle affinité avec les textes français et place les mots avec éloquence, les soutenant avec des textures instrumentales délicatement modelées ».

### Nouvelles directions: symphonies, opéras et concertos
Les styles lyriques et romantiques de Glass atteignent un sommet avec les Études pour Piano, Les Enfants Terribles, la musique du film Naqoyqatsi de Godfrey Reggio (2002), l'opéra de chambre The Sound of a Voice (2003), la série des concertos depuis 2000, et trois symphonies centrées sur le chant. Deux symphonies, la symphonie no 5 Choral (1999) et la symphonie no 7 Toltec (2004), l'œuvre Songs of Milarépa (1997) et la cantate The Passion of Ramakrishna (2006) sont basées sur une thématique méditative (Milarépa et Râmakrishna étant respectivement un yogi tibétain et un mystique hindou indien). La symphonie no 6 Plutonian Ode (2002) explore de nouvelles et complexes textures musicales. Le Brucknerhaus Linz et le Carnegie Hall la commandèrent à l'occasion du 65e anniversaire de Glass. Elle est à l'origine d'une collaboration de Glass avec Allen Ginsberg (poète, piano — Ginsberg, Glass) et basée sur son poème homonyme.
Encouragé par Dennis Russell Davies à poursuivre dans la musique concertante, Glass a déjà composé dix concertos, dont le Concerto pour violon (1987) et le Concerto pour quatuor de saxophones (1995) précédemment cités. Mais à partir de l'année 2000, Glass commence une série de concertos : le Tirol Concerto pour piano et orchestre (2000, créé par Dennis Russell Davies en tant que chef d'orchestre et soliste), la Fantaisie concertante pour deux timbales et orchestre (2000), qui est populaire et souvent jouée, le Concerto pour violoncelle et orchestre (2001) créé à Pékin, avec le violoncelliste Julian Lloyd Webber (le concerto a été composé pour célébrer son cinquantième anniversaire). Ces concertos furent suivis par le très néo-baroque Concerto pour clavecin et orchestre (2002), démontrant les capacités techniques de Glass dans le style classique. Deux ans plus tard, Glass crée le Concerto pour piano No. 2: After Lewis and Clark (2004), composé pour le pianiste Paul Barnes (en). Le concerto célèbre les pionniers traversant l'Amérique du Nord, le second mouvement utilisant la siyotanka. Avec l'opéra de chambre The Sound of a Voice (2003), utilisant un pipa chinois, After Lewis and Clark peut être vu comme un pont entre ses compositions traditionnelles et ses excursions dans la World Music, comme avec la composition Orion en 2004.
Waiting for the Barbarians, (tiré du roman homonyme de J. M. Coetzee) avec un livret de Christopher Hampton, est le premier grand opéra depuis huit ans (The Marriages Between Zones Three, Four, and Five [1997] sur un livret de Doris Lessing le précède) et la première fut dirigée par Russell Davies en septembre 2005. Philip Glass « utilise des moyens très simples, et l'orchestration est très claire et très traditionnelle ; cela sonne presque classique ».

### Travaux récents

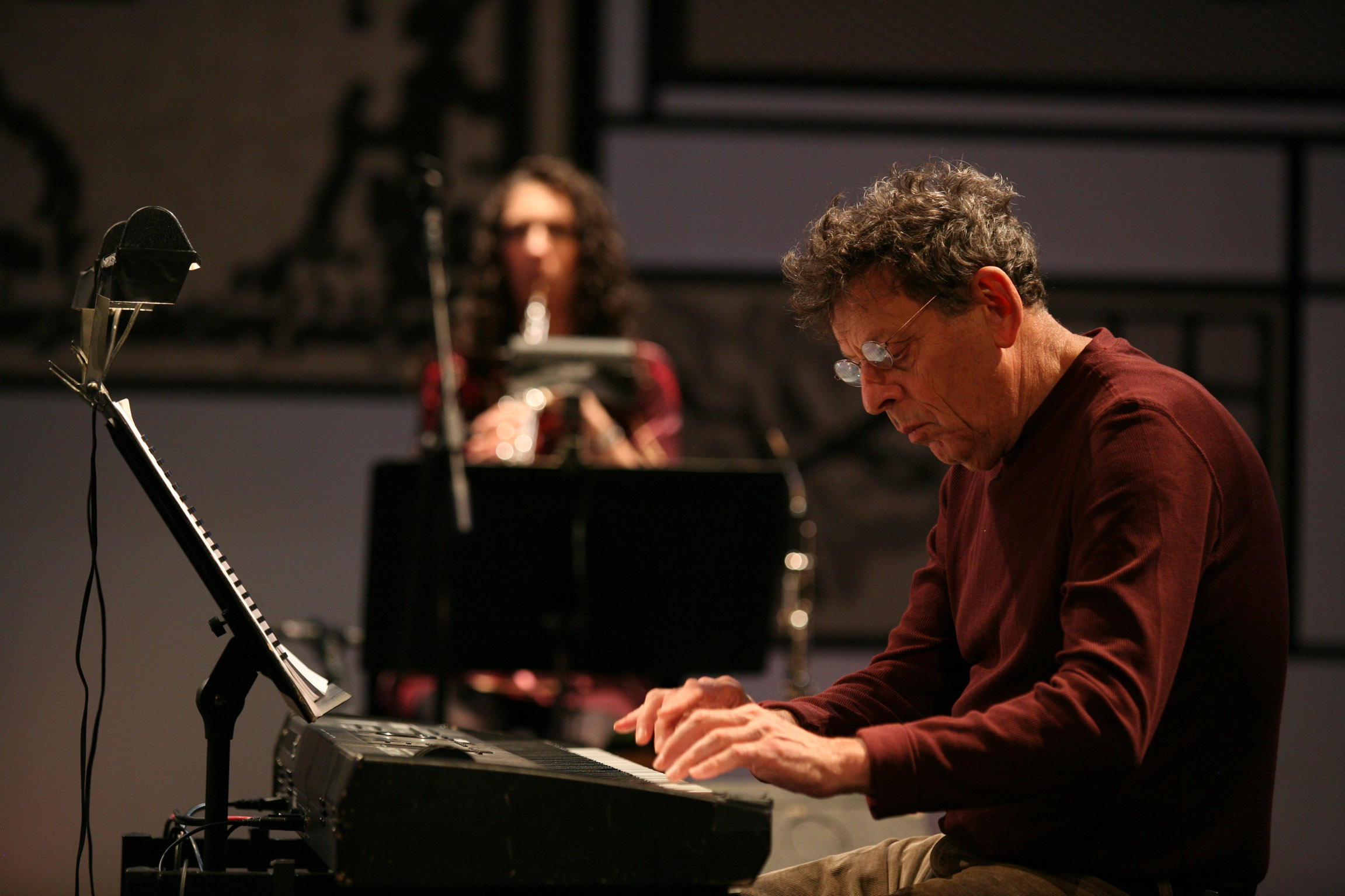
Philip Glass interprétant Book of Longing au clavier en 2008.

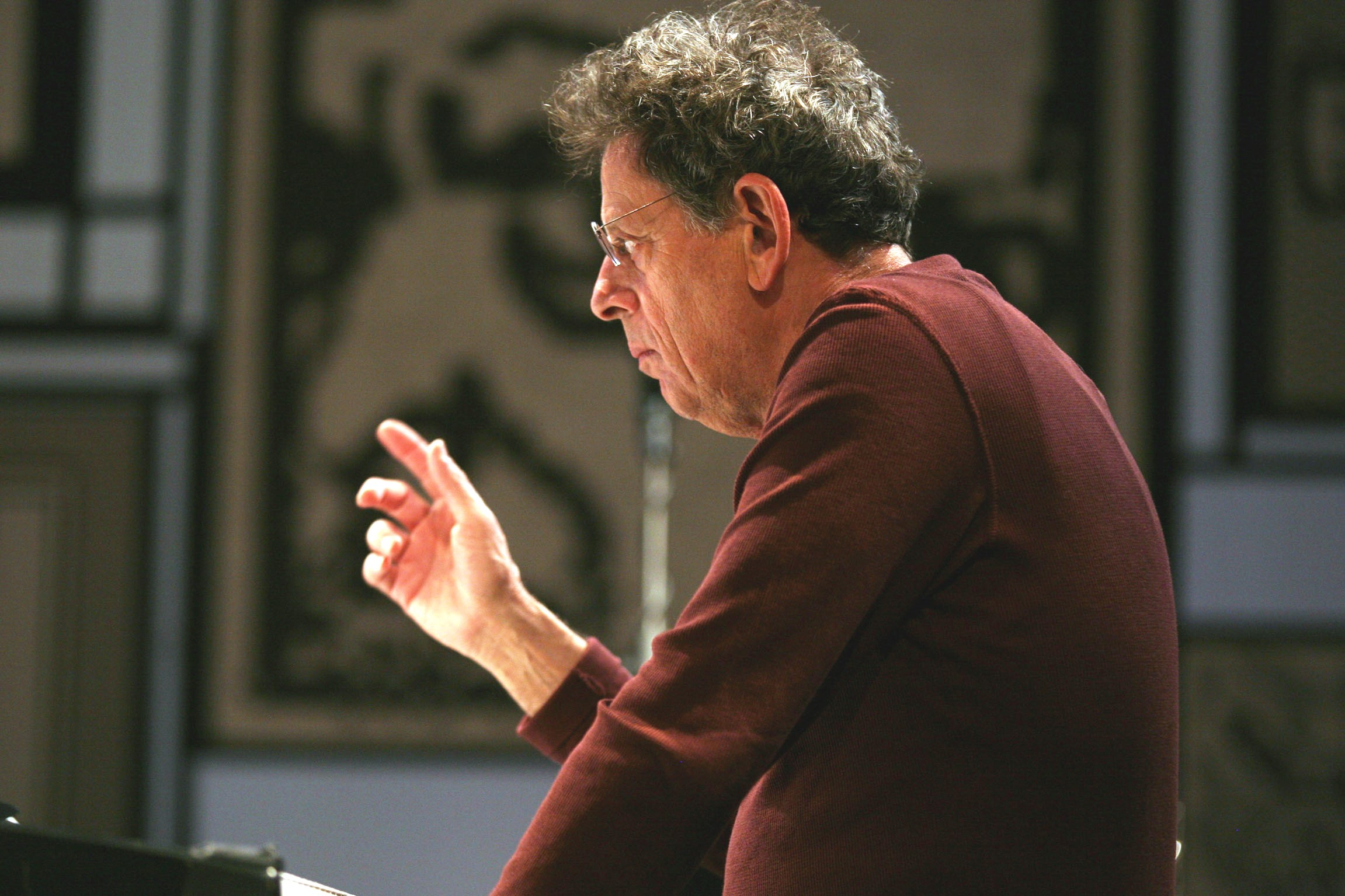
Philip Glass dirigeant Book of Longing en 2008.

Deux mois plus tard, en novembre 2005, la première de la Symphonie no 8, commissionnée par le Bruckner Orchester de Linz, fut jouée au Brooklyn Academy of Music à New York. Après trois symphonies pour voix et orchestre, cette pièce est un retour à la composition orchestrale pure, et comme les précédents travaux écrits pour le chef d'orchestre Dennis Russell Davies (le Concerto Grosso et la Symphonie no 3), elle contient des extensions écrites pour soliste. Le critique Allan Kozinn décrit le chromatisme de la symphonie comme plus extrême, plus fluide, et les thèmes et textures changent continuellement, évoluant sans répétitions, et encensa l'« imprévisible orchestration » (Kozinn releva particulièrement la « magnifique variation de flûte et de harpe dans le mélancolique second mouvement »). Un autre critique, Alex Ross, remarqua que « contre toute attente, cette œuvre réussit à ajouter quelque chose de véritablement nouveau dans les annales déjà surchargées de la symphonie classique. (...) Le matériel musical est de facture familière, mais il est frappant que le compositeur renonce à la conclusion prévisible pour explorer un climat de crépuscule profond et de nuit éternelle ».
Sa Passion of Ramakrishna (2006) fut composée pour l'orchestre symphonique du Orange County, la chorale du Pacifique et le chef d'orchestre Carl St. Clair.
Songs and Poems for Solo Cello, une suite pour violoncelle en sept mouvements parue la même année, fut composée pour Wendy Sutter, l'amie de Glass. Elle fut décrite par Lisa Hirsch comme « une œuvre majeure, (...) une addition majeure au répertoire du violoncelle » et « profondément romantique d'esprit, et profondément baroque». Une autre critique, Anne Midgette du The Washington Post, nota que la suite « maintient un degré inhabituel de droiture et de chaleur » ; elle nota aussi (comme Hirsch) une parenté avec l'œuvre majeure de Jean-Sébastien Bach : "Descendant dans les plus bas registres de l'instrument, il s'envole dans des poignées de notes, parfois douces, parfois passionnées, évoquant la musique en mode mineur du klezmer et les méditations intérieures des Suites pour violoncelle seul de Bach".
En 2007, Philip Glass a collaboré avec Leonard Cohen sur une adaptation de ses poésies Book of Longing. Cette œuvre, dont la première eut lieu en juin 2007, à Toronto, Canada, est une pièce pour sept instruments et un quatuor vocal, et contient des textes enregistrés par Cohen et des images provenant de sa collection.
L'opéra Appomattox, portant sur les événements de la fin de la guerre civile américaine, fut commandé par le San Francisco Opera. La première eut lieu le 5 octobre 2007. Comme de nombreuses œuvres orchestrales de Philip Glass, la pièce fut dirigée par Russell Davies, qui nota que « dans ses récents opéras, la ligne de basses a pris une importance croissante, (...) (une) croissante utilisation d'éléments mélodiques dans le registre des graves, dans la contrebasse, le contrebasson - il utilise de plus en plus ces sons et ces textures proviennent de différentes combinaisons entre ces instruments. (...) Il a nettement développé son habileté comme orchestrateur, dans sa capacité à concevoir des mélodies et des structures harmoniques pour des groupes d'instruments spécifiques. (...) ce qu'il nous donne à jouer est très organique et très idiomatique ».
Philip Glass crée une musique « hypnotique » pour accompagner une compilation de courtes œuvres de Samuel Beckett : Act Without Words I, Act Without Words II, Rough for Theatre I et Eh Joe, dirigée par JoAnne Akalaitis et dont la première eut lieu en décembre 2007. Ce travail fut décrit par The New York Times comme « glacial, musique répétitive qui vous transperce le cœur ». Philip Glass continuera sa collaboration avec Akalaitis en créant sa musique chorale The Bacchae (Les Bacchantes) d'Euripide en 2008.
Four Movements for Two Pianos est une autre pièce dont la première eut lieu en 2008. Elle a été composée pour Dennis Russell Davies et Maki Namekawa, et montre l'intérêt continu de Philip Glass pour la musique instrumentale abstraite.
En septembre 2009 est créé un nouvel opéra, Kepler, sur la vie de l'astronome et mathématicien allemand Johannes Kepler
Enfin, parmi les travaux les plus récents, se trouvent Los paisajes del rio (pour le Philip Glass Ensemble), la Symphonie no 9 (2010-2011), commandée et créée le 1er janvier 2012 par le Bruckner Orchester de Linz sous la direction de Dennis Russell Davies, la Symphonie no 10 (2011-2012), commandée et créée le 9 août 2012 par l'Orchestre français des jeunes (à l'occasion de ses 30 ans et des 75 ans du compositeur) au Grand Théâtre de Provence également sous la direction de Dennis Russell Davies, et deux opéras The Perfect American et The Lost, créés au début de l'année 2013. Le 10 octobre 2014, The Trial, opéra de chambre tiré du roman de Franz Kafka, est créé à Londres au Royal Opera House (Linbury Studio Theatre).

#### Célébration de son 80e anniversaire avec laSymphonie nº 11
Le 31 janvier 2017, jour de son 80e anniversaire, la Symphonie no 11 (2016) est créée par le Bruckner Orchestra de Linz au Carnegie Hall de New York sous la direction de Dennis Russell Davies.

### Vie personnelle
Philip Glass a quatre enfants : les deux premiers, Juliet (née en 1968) et Zachary (né en 1971), de sa première femme, la metteuse en scène de théâtre JoAnne Akalaitis (mariés en 1965, divorcés en 1980) ; et les deux derniers, Marlowe et Cameron, de sa quatrième femme Holly Critchlow (aujourd'hui séparés). Il vit actuellement une relation avec la violoncelliste Wendy Sutter (2005-présent). Glass vit à New York et dans la province canadienne de Nouvelle-Écosse.
Sur le plan des convictions personnelles, Philip Glass se décrit comme un « juif-taoïste-hindou-toltèque-bouddhiste », et un grand défenseur de la cause du Tibet. En 1987, il a cofondé la Tibet House avec le professeur Robert Thurman de l'université Columbia et l'acteur Richard Gere.

## Hommages et adaptations
De nombreux musiciens populaires comme David Bowie, Brian Eno, Muse et Richard D. James, ainsi que des compositeurs de musiques de films comme Danny Elfman, ont reconnu l'influence de Philip Glass sur la musique de la seconde moitié du XXe siècle.
En 1997, il publie Music for Airports, une version instrumentale jouée en public par le groupe Bang on a Can All-Stars, adaptation de la version originale homonyme de Brian Eno.
En 1999, il coopère avec le groupe de musique expérimentale brésilien Uakti dans leur album Aguas da Amazonia, une suite de tableaux décrivant les principaux fleuves de l'Amazonie. Cet album offre également une interprétation typique de Metamorphosis I.
Philip Glass a collaboré avec des musiciens comme Paul Simon, Suzanne Vega, Natalie Merchant et Aphex Twin, à qui il offrira une orchestration de Icct Hedral en 1995 sur le EP Donkey Rhubarb. Mike Oldfield a utilisé des extraits de North Star dans son album Platinum.
En 2002, avec son producteur Kurt Munkacsi et l'artiste Don Christensen, ils fondent la compagnie Orange Mountain Music, dédiée à la publication des œuvres de Philip Glass, qui a déjà publié plus de quarante albums de sa musique.
L'astéroïde (100417) Philipglass, découvert en 1996, est nommé en son honneur.
L'introduction de l'épisode 23 de la saison 5 de Dr House est une répétition de ballet classique. La musique jouée par l'orchestre est le deuxième mouvement de Company (ou Quatuor no 2).
On retrouve Philip Glass parodié dans la série South Park, dans l'épisode Monsieur Hankey, le petit caca Noël.
Le groupe anglais Depeche Mode rend hommage à Philip Glass dans la composition de la chanson It Doesn't Matter Two, dans l'album Black Celebration. Le groupe anglais Colourbox a également rendu hommage à Philip Glass en composant un morceau tout à fait dans son style et intitulé Philip Glass.
Le 1er décembre 2011, Philip Glass vient apporter son soutien au mouvement Occupy Wall Street en venant lire un extrait de son opéra Satyagraha lors de l'assemblée générale du mouvement.
En 2012, Lavinia Meijer, une harpiste néerlandaise, sort un album SA-CD produit par Channel Classics Records (en) intitulé Metamorphosis / The Hours comportant des œuvres de Philip Glass qu'elle a transcrites pour harpe et que Philip Glass lui-même a approuvées. En 2013, ce CD devient disque d'or aux Pays-Bas.

## Musiques de film
Philip Glass a composé de nombreuses musiques de films, dont l'une des premières fut Koyaanisqatsi de Godfrey Reggio, en 1982. Il compose ultérieurement la musique des deux autres volets de la Trilogie des Qatsi de Godfrey Reggio avec Powaqqatsi en 1988 et Naqoyqatsi en 2002.
Il continue avec Mishima de Paul Schrader, en 1985, qui donne le Quatuor pour cordes no 3. En 1987, il compose la musique du film de guerre Hamburger Hill de John Irvin. En 1988, Philip Glass collabore avec le réalisateur Errol Morris en créant la musique du documentaire The Thin Blue Line. En 1992, il écrit également la musique pour le court métrage de Godfrey Reggio, Anima Mundi. En 1997, il compose la musique de Kundun de Martin Scorsese, qui relate la vie du dalaï-lama, pour laquelle il recevra sa première nomination aux Oscars.
En 1998, il fait une courte apparition, jouant son propre rôle au piano, dans le film The Truman Show de Peter Weir, pour lequel il reçoit le Golden Globe de la meilleure musique de film. Certaines musiques proviennent de Powaqqatsi, Anima Mundi et Mishima et trois sont des œuvres originales. En 2000, il compose la musique du film Dracula dans la version de 1931. Puis il compose la bande originale de The Hours de Stephen Daldry en 2002, qui lui vaudra sa seconde nomination aux Oscars et une victoire aux BAFTA Awards.
The Fog of War de Errol Morris, en 2003 et Taking Lives de D. J. Caruso, en 2004, sont ses créations les plus notables du début des années 2000. Elles contiennent des œuvres déjà existantes ainsi que de nouvelles compositions.
En 2006, Philip Glass a composé la musique de film Notes on a Scandal de Richard Eyre, ce qui lui vaudra sa troisième nomination aux Oscars. Peuvent être également citées, les musiques des films L'Illusionniste (2006) de Neil Burger, Le Rêve de Cassandre (2007) de Woody Allen, du documentaire de Laurent Charbonnier Les Animaux amoureux (2007), du film Mr. Nice (2010) de Bernard Rose et de Notre demeure (2010) de Wagner de Assis.
En 2013, il est initialement chargé de composer la bande originale du film Stoker de Park Chan-wook mais est remplacé par Clint Mansell. La pièce inédite Duet composée par Philip Glass, est néanmoins utilisée dans le film, lors de la scène où les deux protagonistes principaux effectuent un duo au piano.
En 2013, il retrouve Godfrey Reggio en composant la musique de Visitors.
Par ailleurs, de très nombreux films utilisent les compositions de Philip Glass sans qu'elles soient écrites spécialement pour l'occasion ; c'est le cas des films de Bertrand Blier, Merci la vie, du film d'horreur britannique Candyman (1992) de Bernard Rose, de C'est le bouquet ! (2002) de Jeanne Labrune, dans lequel des passages de Akhnaten sont utilisés, ainsi que pour le générique de fin, ou encore de Une place sur la Terre (2013) de Fabienne Godet qui reprend lui aussi plusieurs morceaux de Philip Glass. Pruit Igoe et Prophecy, deux thèmes tirés de Koyaanisqatsi, lors de la longue séquence consacrée au personnage du Docteur Manhattan, sont présents dans la bande du film Watchmen (2009) de Zack Snyder. Le réalisateur russe Andreï Zviaguintsev utilise abondamment la Symphonie no 3 pour le film Elena (2011), malgré la proposition de Philip Glass de composer une musique originale[réf. nécessaire] et Léviathan (2014). Le film Réalité (2014) de Quentin Dupieux utilise comme unique musique la composition Music with Changing Parts.

## Distinctions

### Récompenses
- Golden Globes 1999 : Meilleure musique de film pour The Truman Show
- BAFTA 2003 : Meilleure musique de film pour The Hours
- Praemium Imperiale 2012 : catégorie « Musique »

### Nominations
- Golden Globes 1998 : Meilleure musique de film pour Kundun
- Oscars 1998 : Meilleure musique de film pour Kundun
- Oscars 2003 : Meilleure musique de film pour The Hours
- Golden Globes 2003 : Meilleure musique de film pour The Hours
- Oscars 2007 : Meilleure musique de film pour Chronique d'un scandale